# Virginia Slims of Albuquerque 1991
Il Virginia Slims of Albuquerque 1991  è stato un torneo di tennis giocato sul cemento. È stata la 3ª edizione del torneo, che fa parte della categoria Tier IV nell'ambito del WTA Tour 1991. Si è giocato ad Albuquerque negli USA, dal 5 all'11 agosto 1991.

## Campionesse

### Singolare
Gigi Fernández ha battuto in finale  Julie Halard con il punteggio di 6–0, 6–2

### Doppio
Katrina Adams /  Isabelle Demongeot hanno battuto in finale  Lise Gregory /  Mareen Louie-Harper con il punteggio di 6–7, 6–4, 6–3